# Tordylium sulcatum
Tordylium sulcatum är en flockblommig växtart som beskrevs av René Louiche Desfontaines. Tordylium sulcatum ingår i släktet Tordylium och familjen flockblommiga växter. Inga underarter finns listade i Catalogue of Life.